# Parepilysta basigranosa
Parepilysta basigranosa là một loài bọ cánh cứng trong họ Cerambycidae.